# Jean Amrouche
Jean-Elmouhoub Amrouche, född 7 februari 1906 i Ighil Ali, Algeriet, död 16 april 1962 i Paris, Frankrike, var en franskspråkig algerisk författare, poet och journalist.
Amrouche föddes i en familj som konverterade till katolicismen och emigrerade till Tunisien medan han fortfarande var ung. Han själv flyttade till Paris för att studera. Han fick sitt namn från de vita fäderna som han växte upp bland.
Under sin karriär försökte han beskriva Algeriet och dess kamp för resten av världen. Han kände Charles de Gaulle och fungerade flera gånger som en medlare mellan honom och Gouvernement provisoire de la République algérienne (GPRA). Han stödde Algeriets självständighet, men var inte del av FLN.
Amrouche hade Albert Memmi som student i Tunis, där han var gymnasielärare. Han anses vara en viktig figur i framväxten av den algeriska franskspråkiga litteraturen. Hans yngre bror, Taos Amrouche, var också författare, och deras mor, Marguerite Fadhma Ath Mansour, författade Mitt livs historia.